# Fontaine des Quatre Lions
La Fontaine des Quatre Lions est une fontaine située à l'angle des rues Abbé-Claude et Jules-Ferry à Raon-l'Étape. C'est l'une des onze fontaines de  cette ville exécutées entre 1860 et 1864 sur des modèles de Jean-Jacques Ducel et classées Monuments historiques le 15 septembre 1995. Les lions sont en fait des griffons, animaux porte-bonheur et gardiens de l’espace public ou privé. La Cérès actuelle n’est pas identique exactement à l’ancienne. La vasque en fonte porte la mention Val d'Osne pour ce modèle Ducel. Ce sont de véritables œuvres d'art en fonte coulée qui s'apparentent à des répliques d'œuvres du Musée du Louvre.

## Historique
Il s'agit de la plus imposante des fontaines de Raon-l'Étape qui se trouvait à l'origine en face de la mairie sur l'emplacement de l'ancienne fontaine au bonnet phrygien. Elle a été transférée en 1930 sur son emplacement actuel, rue Jules Ferry, pour laisser place au monument aux morts. Cérès, la statue qui la couronnait, a été volée au sortir de la Deuxième Guerre mondiale. Une nouvelle statue fut installée le 13 juillet 1992.

## Galerie

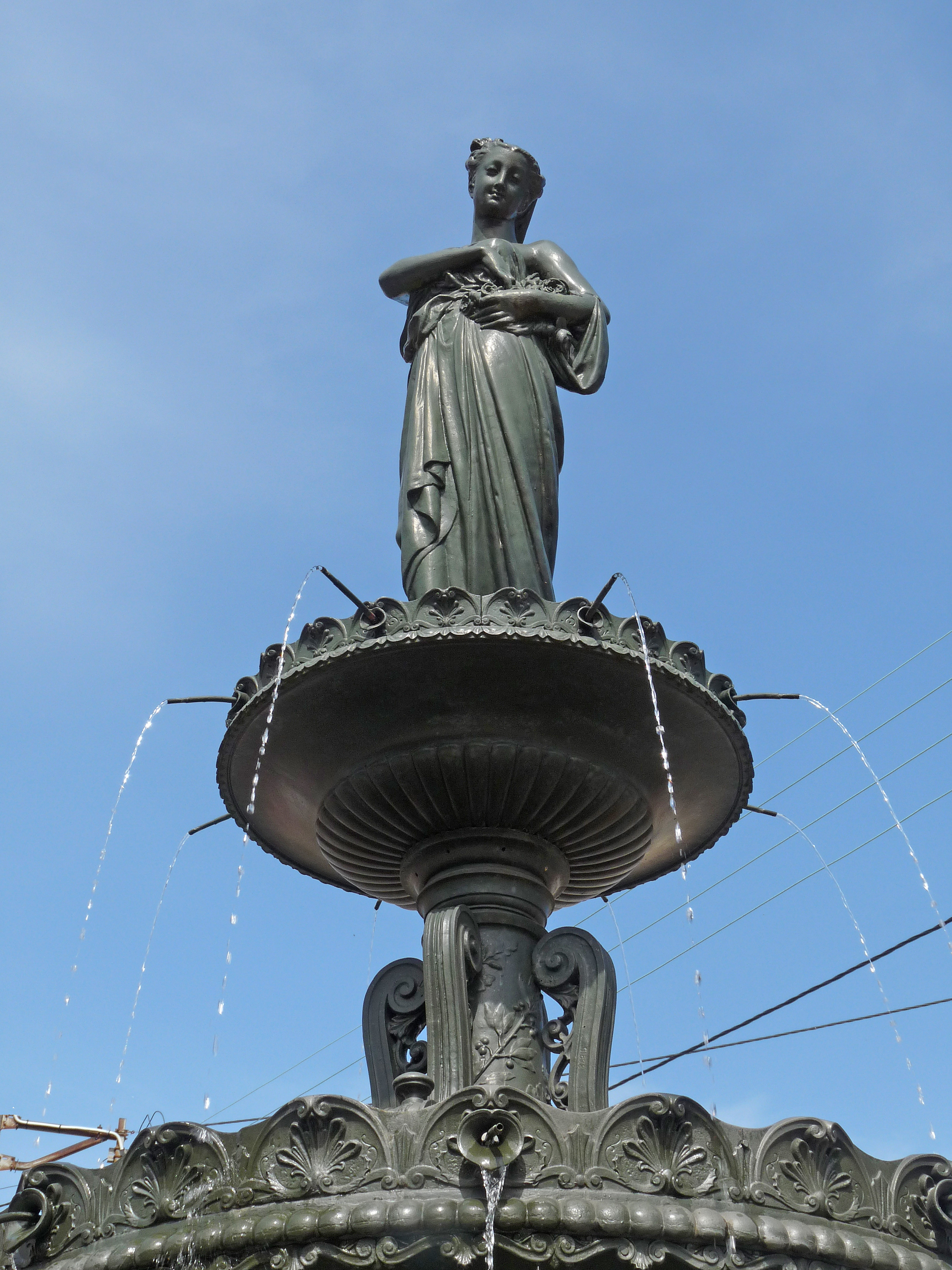
La nouvelle Cérès
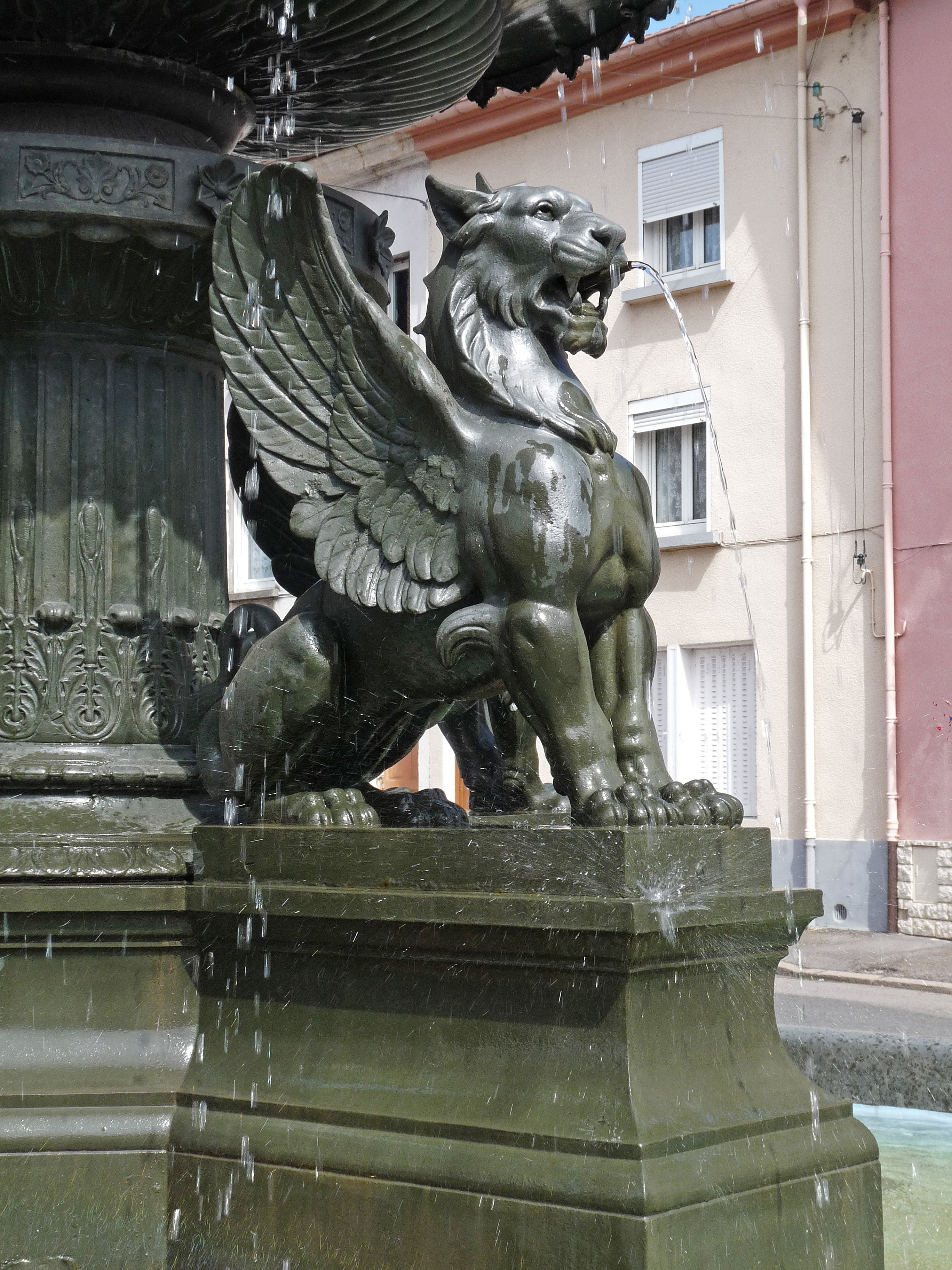
Le lion ailé, emblème de Raon-l'Étape
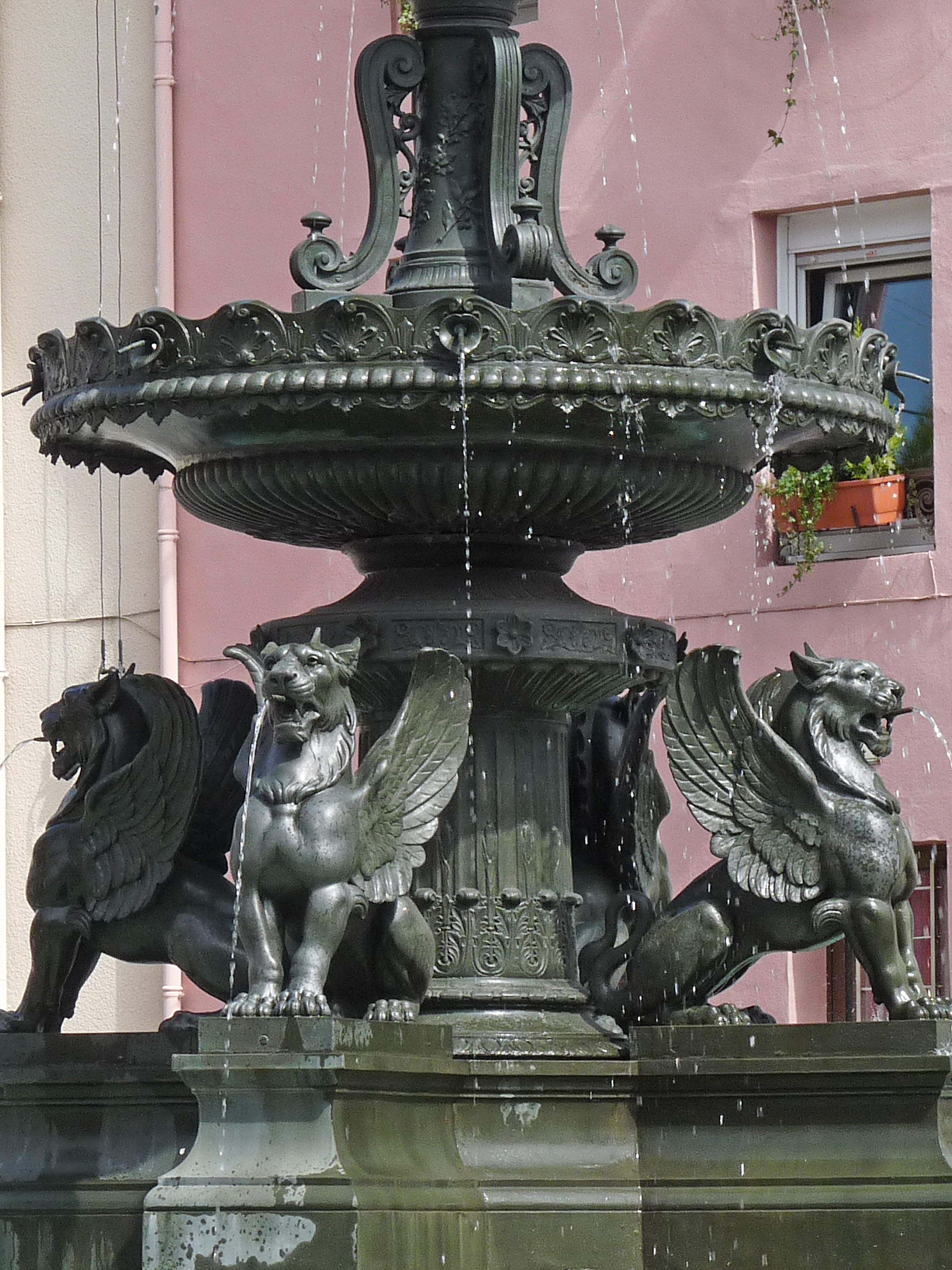
Vue des 3 lions